# Judith Tonhauser
Judith Tonhauser ist eine Professorin am Institut für Linguistik und Prorektorin für wissenschaftlichen Nachwuchs und Diversity der Universität Stuttgart.

## Akademische Laufbahn
Tonhauser promovierte 2006 in Linguistik an der Stanford University. Ihre Dissertation trug den Titel The Temporal Semantics of Noun Phrases: Evidence from Guaraní ("Die temporale Semantik von Nominalphrasen: Belege aus dem Guaraní"). Von 2006 bis 2020 war sie Assistant Professor und Associate Professor in der Abteilung für Linguistik der Ohio State University.  Seit 2020 ist sie Professorin an der Universität Stuttgart und seit 2024 Prorektorin für wissenschaftlichen Nachwuchs und Diversity.
Tonhausers Forschungsinteressen umfassen Präsuppositionsprojektion, Prosodie und Bedeutung, temporale Anaphern und Referenz sowie empirische Methoden in der Semantik und Pragmatik. Sie ist bekannt für ihre Arbeiten zur theoretischen Semantik und Pragmatik, insbesondere zur sprachübergreifenden semantischen und pragmatischen Variation. In diesem Zusammenhang hat sie Sprachen untersucht, die in der linguistischen Theorie unterrepräsentiert sind, wie das paraguayische Guaraní, eine Tupí-Guaraní-Sprache, die in Paraguay und angrenzenden Ländern gesprochen wird.
Sie ist Mitherausgeberin des Journals Semantics and Pragmatics, einer Fachzeitschrift der Linguistic Society of America.

## Auszeichnungen
- Tonhauser erhielt 2016 den Early Career Award der Linguistic Society of America.[7][8] Die Auszeichnung würdigt Wissenschaftler am Beginn ihrer Karriere, die herausragende Beiträge im Bereich der Linguistik geleistet haben.
- Ihr Artikel von 2013, Toward a Taxonomy of Projective Content, den sie zusammen mit David Beaver, Craige Roberts und Mandy Simons verfasst hat, wurde mit dem Best Paper in Language Award der Linguistic Society of America ausgezeichnet.[9]

## Ausgewählte Publikationen
- Judith Tonhauser: Nominal Tense? The Meaning of Guaraní Nominal Temporal Markers. In: Language. 83. Jahrgang, Nr. 4, 2007, S. 831–869, doi:10.1353/lan.2008.0037, JSTOR:40070967 (englisch).
- Judith Tonhauser: Defining crosslinguistic categories: The case of nominal tense (Reply to Nordlinger and Sadler)*. In: Language. 84. Jahrgang, Nr. 2, 1. Januar 2008, ISSN 1535-0665, S. 332–342, doi:10.1353/lan.0.0017 (englisch).
- Judith Tonhauser, Erika Colijn: Word Order in Paraguayan Guaraní. In: International Journal of American Linguistics. 76. Jahrgang, Nr. 2, 2010, S. 255–288, doi:10.1086/652267, JSTOR:10.1086/652267 (englisch).
- Simons, Mandy; Tonhauser, Judith; Beaver, David; Roberts, Craige: What projects and why? In: Semantics and Linguistic Theory. 2010, S. 309–327, doi:10.3765/salt.v20i0.2584 (englisch).
- Judith Tonhauser: Temporal reference in Paraguayan Guaraní, a tenseless language. In: Linguistics and Philosophy. 34. Jahrgang, Nr. 3, 3. November 2011, ISSN 0165-0157, S. 257–303, doi:10.1007/s10988-011-9097-2 (englisch).
- Judith Tonhauser, David Beaver, Craige Roberts, Mandy Simons: Toward a Taxonomy of Projective Content. In: Language. 89. Jahrgang, Nr. 1, 1. Januar 2013, ISSN 1535-0665, S. 66–109, doi:10.1353/lan.2013.0001 (englisch, figshare.com).
- Cynthia G. Clopper, Judith Tonhauser: The Prosody of Focus in Paraguayan Guaraní. In: International Journal of American Linguistics. 79. Jahrgang, Nr. 2, 2013, S. 219–251, doi:10.1086/669629, JSTOR:10.1086/669629 (englisch).
- Rory Turnbull, Rachel Steindel Burdin, Cynthia G. Clopper, Judith Tonhauser: Contextual predictability and the prosodic realisation of focus: a cross-linguistic comparison. In: Language, Cognition and Neuroscience. 30. Jahrgang, Nr. 9, 5. August 2015, S. 1061–1076, doi:10.1080/23273798.2015.1071856 (englisch).
- Rachel Steindel Burdin, Sara Phillips-Bourass, Rory Turnbull, Murat Yasavul, Cynthia G. Clopper, Judith Tonhauser: Variation in the prosody of focus in head- and head/edge-prominence languages. In: Lingua (= Prosody and Information Status in Typological Perspective). 165, Part B. Jahrgang, 1. Oktober 2015, S. 254–276, doi:10.1016/j.lingua.2014.10.001 (englisch).
- Judith Tonhauser: Cross-Linguistic Temporal Reference. In: Annual Review of Linguistics. 1. Jahrgang, Nr. 1, 1. Januar 2015, S. 129–154, doi:10.1146/annurev-linguist-030514-124923 (englisch).
- Tonhauser, Judith; Beaver, David; Degen, Judith: How projective is projective content? Gradience in projectivity and at-issueness. In: Journal of Semantics 35. Band 35, Nr. 3, August 2018, S. 495–542, doi:10.1093/jos/ffy007 (englisch).
- Degen, Judith; Tonhauser, Judith: Are there factive predicates? An empirical investigation. In: Language. Band 98, Nr. 3, 2022, ISSN 1535-0665, S. 552–591, doi:10.1353/lan.0.0271 (englisch).